# Montpouillan
 Montpouillan  es una población y comuna francesa, en la región de Aquitania, departamento de Lot y Garona, en el distrito de Marmande y cantón de Meilhan-sur-Garonne.

## Demografía
| 570 | 537 | 521 | 605 | 610 | 557 |
| Para los censos de 1962 a 1999 la población legal corresponde a la población sin duplicidades (Fuente: INSEE [Consultar]) |     |     |     |     |     |